# 군남면 (영광군)
군남면(郡南面)은 대한민국 전라남도 영광군의 면이다.

## 개요
군남면은 삼각산과 군유산, 용암계곡 등의 아름다운 산수를 배경으로 기름진 평야 위에 3천여 주민이 살고 있는 농촌 마을이다. 또한 연흥사와 연안김씨 종택 등 많은 문화유산을 보유하고 있으며 최근에는 태양고추, 찰쌀보리, 시설원예를 중심으로 주민 소득 증대를 도모하는 발전 잠재력이 풍부한 고장이다.

## 행정 구역
- 포천리
- 동간리
- 도장리
- 백양리
- 동월리
- 설매리
- 양덕리
- 대덕리
- 용암리
- 남창리
- 월흥리
- 반안리

## 교육
- 군남초등학교 (백양리)
  - 대창분교 (폐교) - 육창로 526 (대덕리)
- 군남서초등학교 (폐교) - 봉덕로 1183-7 (설매리)
- 영광군남중학교 (포천리)